# Eucereon zephyrum
Eucereon zephyrum là một loài bướm đêm thuộc phân họ Arctiinae, họ Erebidae.